# Per Erik Granström
Per Erik Granström, född 13 februari 1942 i Arjeplog, död 24 juli 2011 i Ludvika, var en svensk politiker (socialdemokrat), som var riksdagsledamot 1991-2006.